# Palais de Tokyo
Palais de Tokyo  er et museum og en udstillingsbygning for moderne- og samtidskunst, der blev opført af den franske regering og byen Paris under navnet Palais des Musées d'art moderne' og færdiggjort i 1937 af arkitekterne Jean-Claude Dondel, André Aubert, Paul Viard og Marcel Dastugue.  Den ligger på 13 avenue du President-Wilson i det 16. arrondissement i Paris, på Seinens højre bred et par hundrede meter nordøst for Palais de Chaillot, med en nærliggende arkitektonisk stil. Bygningens ydre skal er fuldstændig beklædt med marmor.
Bygningen hedder nu "Palais de Tokyo", og er opkaldt efter "Quai de Tokio" (nu New-York avenue) på bredden af Seinen, over hvilken dens sydøstlige facade dominerer.